# لودویگ ترائوبه
لودویگ ترائوبه (آلمانی: Ludwig Traube؛ ‏ ۱۲ ژانویهٔ ۱۸۱۸ – ۱۱ آوریل ۱۸۷۶) پزشک، استاد دانشگاه، آسیب‌شناس تجربی و فیزیولوژیست اهل آلمان بود. وی در شهرهای وروتسواف، برلین و وین پزشکی خواند و از دانشجویان یان اوانگلیستا پورکین، یوهانس پتر مولر و کارل فن رکیتانسکی بود. او در ۱۸۴۹ به شاریته رفت و دستیار یوهان لوکاس شونلاین شد. لودویگ ترائوبه بعدها یکی از پزشکان برجستهٔ ریه و بیماری تنفسی بیمارستان شاریته شد.
لودویگ، برادر موریتس ترائوبه بود که یکی از پیشگامان شیمی فیزیولوژیک محسوب می‌شود.